# État de Miranda
Pour les articles homonymes, voir Miranda.
Miranda est un État du Venezuela. Sa capitale est Los Teques. En 2022, sa population s'élève à 4 624 343 habitants.

## Démographie, société et religions

### Démographie
Selon l'Institut national de la statistique (Instituto Nacional de Estadística en espagnol), la population a augmenté de 14,77 % entre 2001 et 2011 et s'élève à 2 675 165 habitants lors de ce dernier recensement :
| 2001      | 2011      |
| --------- | --------- |
| 2 330 872 | 2 675 165 |

## Administration et politique

### Subdivisions
L'État est divisé en 21 municipalités totalisant 55 paroisses civiles :
| Municipalité    | Localisation | Chef-lieu                            | Nombre de paroisses civiles | Paroisses civiles (capitales) | Population (2001) | Population (2011) |
| --------------- | ------------ | ------------------------------------ | --------------------------- | --- | ----------------- | ----------------- |
| Acevedo         |              | Caucagua                             | 8                           | Aragüita (Aragüita) Arévalo González (El Clavo) Capaya (Capaya) Caucagua (Caucagua) El Café (El Café) Marizapa (Marizapa) Panaquire (Panaquire) Ribas (Tapipa)                             | 70 282            | 87 371            |
| Andrés Bello    |              | San José de Barlovento               | 2                           | Cumbo (Cumbo) San José de Barlovento (San José de Barlovento) | 20 119            | 20 981            |
| Baruta          |              | Nuestra Señora del Rosario de Baruta | 3                           | El Cafetal (El Cafetal) Las Minas de Baruta (Las Minas de Baruta) Nuestra Señora del Rosario de Baruta (Nuestra Señora del Rosario de Baruta)                                              | 260 853           | 240 755           |
| Brión           |              | Higuerote                            | 3                           | Higuerote (Higuerote) Curiepe (Curiepe) Tacarigua de Brión (ou « Tacarigua ») (Tacarigua de Mamporal)                                                                                      | 45 346            | 58 940            |
| Buroz           |              | Mamporal                             | 1                           | Mamporal (Mamporal) | 20 009            | 27 515            |
| Carrizal        |              | Carrizal                             | 1                           | Carrizal (Carrizal) | 41 103            | 51 712            |
| Chacao          |              | Chacao                               | 1                           | Chacao (Chacao) | 64 629            | 61 213            |
| Cristóbal Rojas |              | Charallave                           | 2                           | Charallave (Charallave) Las Brisas (Las Brisas ou « Las Brisas del Tuy ») | 77 257            | 117 888           |
| El Hatillo      |              | El Hatillo                           | 1                           | El Hatillo (El Hatillo) | 54 225            | 58 156            |
| Guaicaipuro     |              | Los Teques                           | 7                           | Altagracia de La Montaña (Altagracia de La Montaña) Cecilio Acosta (San Diego) El Jarillo (El Jarillo) Los Teques (Los Teques) Paracotos (Paracotos) San Pedro (San Pedro) Tácata (Tácata) | 222 768           | 252 242           |
| Independencia   |              | Santa Teresa del Tuy                 | 2                           | Cartanal (Cartanal) Santa Teresa del Tuy (Santa Teresa del Tuy) | 126 999           | 138 776           |
| Lander          |              | Ocumare del Tuy                      | 3                           | La Democracia (La Democracia) Ocumare del Tuy (Ocumare del Tuy) Santa Bárbara (Santa Bárbara)                                                                                              | 108 970           | 144 947           |
| Los Salias      |              | San Antonio de Los Altos             | 1                           | San Antonio de Los Altos (San Antonio de Los Altos) | 60 723            | 68 255            |
| Paz Castillo    |              | Sante Lucía                          | 1                           | Santa Lucía (Sante Lucía) | 83 976            | 111 197           |
| Pedro Gual      |              | Cúpira                               | 2                           | Cúpira (Cúpira) Machurucuto (Machurucuto) | 17 928            | 21 831            |
| Plaza           |              | Guarenas                             | 1                           | Guarenas (Guarenas) | 188 135           | 209 987           |
| Páez            |              | Río Chico                            | 5                           | El Guapo (El Guapo) Paparo (Paparo) Río Chico (Río Chico) San Fernando del Guapo (San Fernando del Guapo) Tacarigua de La Laguna (Tacarigua de La Laguna)                                  | 30 812            | 37 944            |
| Simón Bolívar   |              | San Francisco de Yare                | 2                           | San Antonio de Yare (San Antonio de Yare) San Francisco de Yare (San Francisco de Yare) | 31 944            | 42 597            |
| Sucre           |              | Petare                               | 5                           | Caucagüita (Caucagüita) Fila de Mariches (Fila de Mariches) La Dolorita (La Dolorita) Leoncio Martínez (Los Dos Caminos) Petare (Petare)                                                   | 546 766           | 600 351           |
| Urdaneta        |              | Cúa                                  | 2                           | Cúa (Cúa) Nueva Cúa (Nueva Cúa) | 105 606           | 135 432           |
| Zamora          |              | Guatire                              | 2                           | Bolívar (Araira) Guatire (Guatire) | 152 422           | 187 075           |
| Total           |              |                                      | 55                          | | 2 330 872         | 2 675 165         |

### Organisation des pouvoirs
Le pouvoir exécutif est l'apanage du gouverneur. L'actuel gouverneur est Héctor Rodríguez Castro, depuis le 17 octobre 2017.
| Photo | Scrutin | Période                               | Nom du gouverneur       | Parti politique  | Résultat électoral | Notes   |
| ----- | ------- | ------------------------------------- | ----------------------- | ---------------- | ------------------ | ------- |
|       | 1989    | 13 janvier 1990 - 1995                | Arnaldo Arocha Vargas   | Copei            | 41.36 %            |         |
|       | 1992    | 1995 - 27 décembre 1995               | Arnaldo Arocha Vargas   | Copei            | 62.37 %            |         |
|       | 1995    | 27 décembre 1995 - 1998               | Enrique Mendoza         | Copei            | 43.91 %            |         |
|       | 1998    | 1998 - 2000                           | Enrique Mendoza         | Copei            | 51.02 %            |         |
|       | 2000    | 2000 - 31 octobre 2004                | Enrique Mendoza         | Copei            | 64.81 %            |         |
|       | 2004    | 31 octobre 2004 - 29 novembre 2008    | Diosdado Cabello        | MVR              | 51.88 %            |         |
|       | 2008    | 29 novembre 2008 - 6 juin 2012        | Henrique Capriles       | Primero Justicia | 53.11 %            |         |
|       | -       | 6 juin 2012 - 15 janvier 2013         | Adriana D'Elia          | Primero Justicia | -                  | intérim |
|       | 2012    | 15 janvier 2013 - 17 octobre 2017     | Henrique Capriles       | Primero Justicia | 51.83 %            |         |
|       | 2017    | 17 octobre 2017 - 21 novembre 2021    | Héctor Rodríguez Castro | PSUV             | 52.78 %            |         |
|       | 2021    | Depuis le 22 novembre 2021 (en cours) | Héctor Rodríguez Castro | PSUV             | 48.19 %            | Réélu   |